# Szerémi római katolikus egyházmegye
A Szerémi egyházmegye, latinul: Dioecesis Sirmiensis (olykor bánmonostori, kövi, szenternyei néven is szerepel) a római katolikus egyház egyik egyházmegyéje a szerb Vajdaságban. Állami hovatartozása ellenére a horvát katolikus egyház része.

## Története
A püspökség a 13. század delején jött létre. 1526-ban a török felszámolta, de 1581-ben újra létrehozták címzetes püspökségként. 1773-ban összevonták az ugyancsak középkori eredetű Boszniai Püspökséggel, és neve Diakovári Püspökség lett. Aktuális területén 2008-ban alakult újjá szuffragáneus egyházmegyeként leválasztva a horvátországi Diakovár-Eszéki főegyházmegye területéről, így nem jogutódja a korábbi Szerémi egyházmegyének.

## Tényleges középkori szerémi püspökök
| Név                      | Hivatali idő | Megjegyzések             |
| ------------------------ | ------------ | ------------------------ |
| Olimnie (?)              | 1198–1227    | Működése kérdéses.       |
| János                    | 1227–1231    |                          |
| Ince                     | 1231–1247    |                          |
| Olivér                   | 1247–1262    |                          |
| János                    | 1262–1277    |                          |
| Póka                     | 1277–1293    |                          |
| Miklós                   | 1293–1306    |                          |
| Vince                    | 1306–1311    |                          |
| Kórogyi László           | 1311–1312    |                          |
| Kői György               | 1312–1334    |                          |
| Gergely                  | 1334–1336    |                          |
| Beke Péter               | 1336–1349    |                          |
| Benedek fia Tamás        | 1349–1360    |                          |
| Vaskúti Demeter          | 1360–1366    |                          |
| István                   | 1366–1374    |                          |
| András fia János         | 1374–1393    |                          |
| Nagyrozsály Kun Gergely  | 1393–1397    |                          |
| László                   | 1397–1406    |                          |
| Tamás                    | 1406–1410    |                          |
| Pál                      | 1410–1416    |                          |
| Péter                    | 1416–1419    |                          |
| Ferenc                   | 1419–1420    |                          |
| Zalánkeméni Mikola Jakab | 1420–1433    |                          |
| Konrad Schnosputger      | 1433–1436    |                          |
| Giacomo Piceno           | 1454–1459    |                          |
| Orbán                    | 1460–1465    |                          |
| Báthory Miklós           | 1473–1474    | Később váci püspök.      |
| Pálóczi Zsigmond         | 1475–1479    |                          |
| Boldizsár                | 1479–1481    |                          |
| ifj. Vitéz János         | 1482–1489    | Később veszprémi püspök. |
| Crispus István           | 1490–1494    |                          |
| Bácskai Miklós           | 1499–1501    | Később nyitrai püspök.   |
| Thurzó Zsigmond          | 1501–1502    |                          |
| Polgár Gábor             | 1502         |                          |
| Bajoni István            | 1502–1505    |                          |
| Országh János            | 1505–1520    | Később váci püspök.      |
| Macedóniai László        | 1520–1526    |                          |
| Brodarics István         | 1526–1537    | Később váci püspök.      |

## Címzetes szerémi püspökök
| Név               | Hivatali idő | Megjegyzések              |
| ----------------- | ------------ | ------------------------- |
| Paulinus Péter    | 1581–1582    |                           |
| Pethe Márton      | 1582–1583    | Később váci püspök.       |
| Üresedés          | 1583–1589    |                           |
| Ternavai István   | 1589–1592    |                           |
| Üresedés          | 1592–1593    |                           |
| Zelniczey Miklós  | 1593–1596    | Később pécsi püspök.      |
| Naprágyi Demeter  | 1596–1601    | Később erdélyi püspök.    |
| Bratulics Simon   | 1601–1604    | Később zágrábi érsek.     |
| Erdődy István     | 1604–1607    |                           |
| Üresedés          | 1607–1616    |                           |
| Majthényi László  | 1616–1624    |                           |
| Nagyfalvi Gergely | 1624–1635    |                           |
| Jakusics György   | 1635–1637    | Később veszprémi püspök.  |
| Bőjthe Miklós     | 1637–1640    |                           |
| Üresedés          | 1640–1641    |                           |
| Kopcsányi Mihály  | 1641–1643    |                           |
| Kisdy Benedek     | 1643–1647    | Később nagyváradi püspök. |
| Mariani Péter     | 1647–1650    |                           |
| Ferenczi András   | 1650–1654    |                           |
| Jurjevics Péter   | 1654–1662    |                           |
| Tauris Pál        | 1662–1668    |                           |
| Szászy János      | 1668–1674    |                           |
| Luzsinszky János  | 1674–1678    |                           |
| Jany Ferenc       | 1678–1701    |                           |
| Üresedés          | 1701–1703    |                           |
| Favini József     | 1703–1710    |                           |
| Laki Bakics Péter | 1710–1716    |                           |
| Üresedés          | 1716–1717    |                           |
| Vernics Ferenc    | 1717–1729    |                           |
| Patachich Gábor   | 1729–1733    | Később kalocsai érsek.    |
| Üresedés          | 1733–1734    |                           |
| Szörényi László   | 1734–1752    |                           |
| Givovich Miklós   | 1752–1762    |                           |
| Paksy János       | 1762–1773    | Később zágrábi érsek.     |

## Tényleges modernkori szerémi püspökök
| Név             | Hivatali idő    | Megjegyzések |
| --------------- | --------------- | ------------ |
| Đuro Gašparović | 2008–hivatalban |              |

## Szomszédos egyházmegyék
- Vrhbosna-Szarajevói főegyházmegye (délnyugat)
- Diakovár-Eszéki főegyházmegye (nyugat)
- Szabadkai egyházmegye (észak)
- Nagybecskereki egyházmegye (északkelet)
- Belgrádi főegyházmegye (délkelet)

## Fordítás
Ez a szócikk részben vagy egészben  a   Roman Catholic Diocese of Srijem című angol Wikipédia-szócikk fordításán alapul.  Az eredeti cikk szerkesztőit annak laptörténete sorolja fel. Ez a jelzés csupán a megfogalmazás eredetét és a szerzői jogokat jelzi, nem szolgál a cikkben szereplő információk forrásmegjelöléseként.